# عبد الرحمن بن معاذ بن جبل

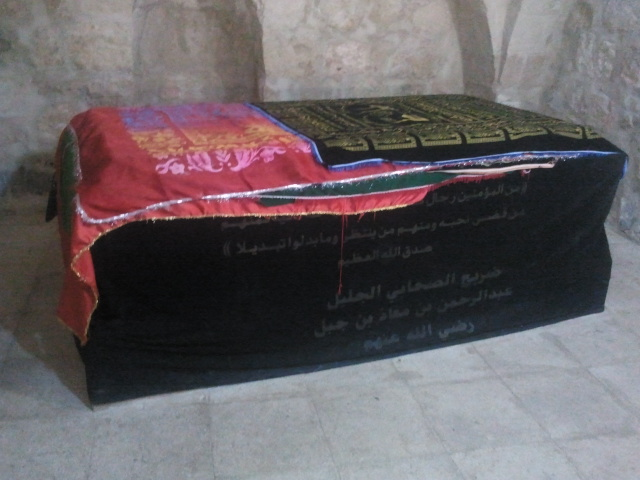
قبر الصحابي عبد الرحمن بن معاذ بن جبل

عبد الرحمن بن معاذ بن جبل، صحابي صحب النبي محمد، وهو الابن الأكبر للصحابي معاذ بن جبل، تُوفي قبل أبيه في طاعون عمواس سنة 18 هـ، وقبره موجود في الشونة الشمالية في الأردن، بجانب قبر أبيه.

## طالع أيضًا
- مقام معاذ بن جبل.